# اوگو ده لئون
اوگو ده لئون (اسپانیایی: Hugo de León‎؛ زادهٔ ۲۷ فوریهٔ ۱۹۵۸) بازیکن سابق و مربی فوتبال اهل اروگوئه است.
از باشگاه‌هایی که در آن بازی کرده‌است می‌توان به باشگاه فوتبال کورینتیانس، باشگاه فوتبال ریور پلاته، باشگاه فوتبال هوکایدو کونسادول ساپورو، باشگاه فوتبال ناسیونال (اروگوئه)، باشگاه فوتبال بوتافوگو، باشگاه فوتبال سانتوس، و باشگاه فوتبال گرمیو اشاره کرد.
وی همچنین در تیم ملی فوتبال اروگوئه بازی کرده‌است.